# Холиячка-Лука
Холиячка-Лука (серб. Холијачка Лука / Holijačka Luka) — село в общине Вишеград Республики Сербской Боснии и Герцеговины. В настоящее время село необитаемо. До 1981 года было частью деревни Холияци.

## Население[3]
По данным на 1981 и 1991 годы, село было необитаемым.